# 夏迪·沙高
夏迪·沙高(Hadi Sacko，1994年3月24日—）是法國的職業足球運動員，司職攻擊中場 \ 前鋒，現效力於土超球隊丹尼斯尼士邦，曾效力於索察。

## 外部連結
- Club Profile
- Hadi Sacko – 法國職業足球聯賽数据 – 支持法语（已存档）
- 夏迪·沙高在《隊報》足球中的档案 （法文）
- Hadi Sacko－UEFA國際賽競賽紀錄
- ESPN Profile Archive.today的存檔，存档日期2013-01-03
- France profile （页面存档备份，存于） at FFF